# Dingazi
Dingazi este o comună rurală din departamentul Ouallam, regiunea Tillabéri, Niger, cu o populație de 36.933 de locuitori (2001).